# 小行星9276
小行星9276（英語：9276）是一颗围绕太阳公转的小行星。1980年9月13日，舒爾特·巴斯在帕洛马山发现了此天体。
这颗小行星的绝对星等为16.07524等。